# Busturia
Busturia ist eine Gemeinde (Municipio) in der spanischen Provinz Bizkaia der Autonomen Gemeinschaft Baskenland in der Comarca Busturialdea. Busturia hat 1.656 Einwohner (Stand: 2024), die mehrheitlich baskischsprachig sind. Die Gemeinde besteht aus folgenden Ortschaften: Itxasbegi (Artadi-Santarena), Axpe (Axpe-Busturia), Altamira, San Kristobal (San Cristóbal), Gohierri (Añetu-Larrazabale), Amunategi (San Bartolomé), Paresi. Der Verwaltungssitz befindet sich in Axpe.

## Lage
Busturia liegt etwa 24 Kilometer nordöstlich von Bilbao in einer Höhe von ca. 25 m. 

## Einwohnerentwicklung
| 1970 | 1981 | 1991 | 2001 | 2011 | 2021 |
| ---- | ---- | ---- | ---- | ---- | ---- |
| 1661 | 1832 | 1729 | 1670 | 1776 | 1649 |

## Sehenswürdigkeiten

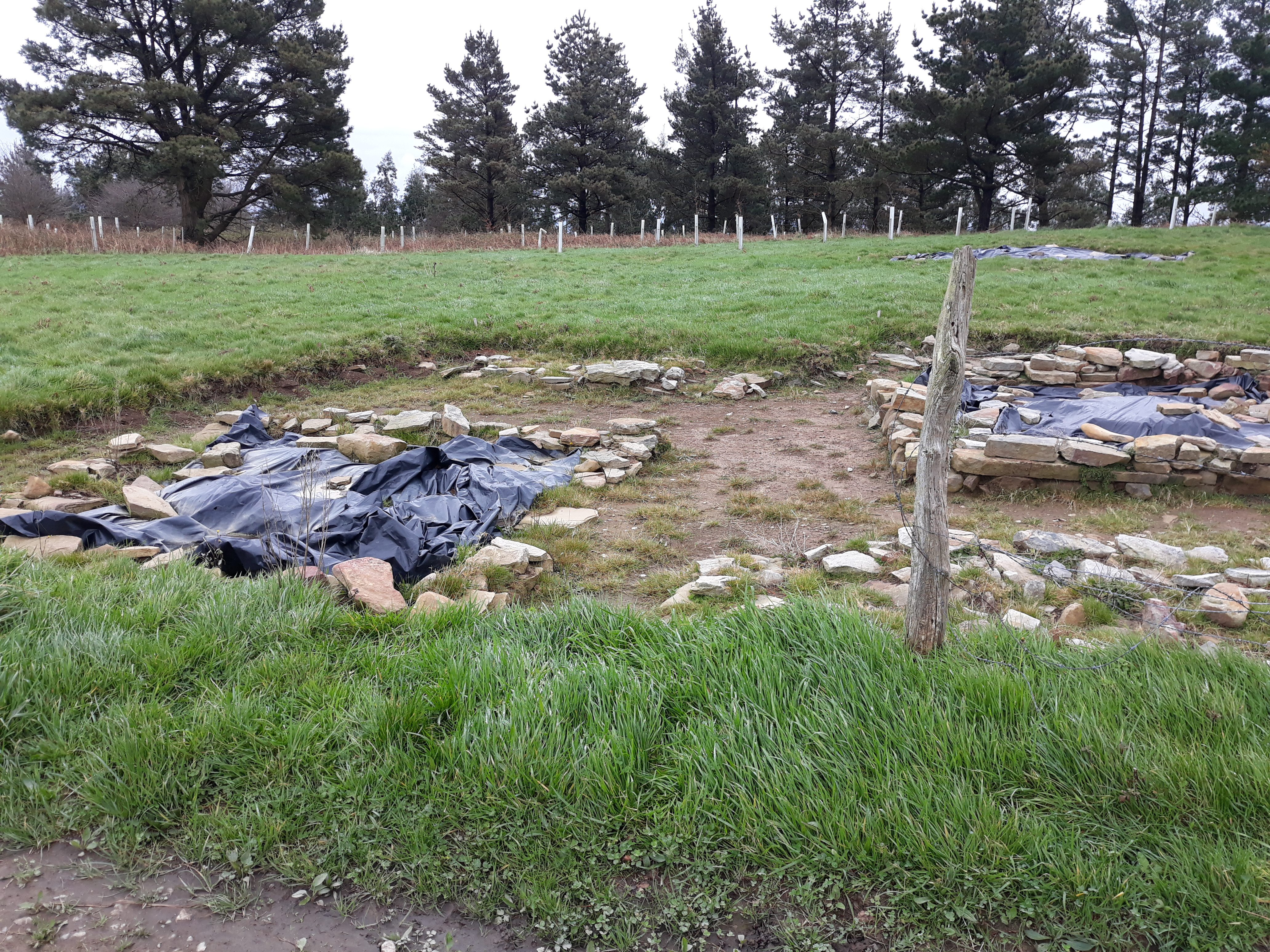
Reste der römischen Nekropole von Tribisburu
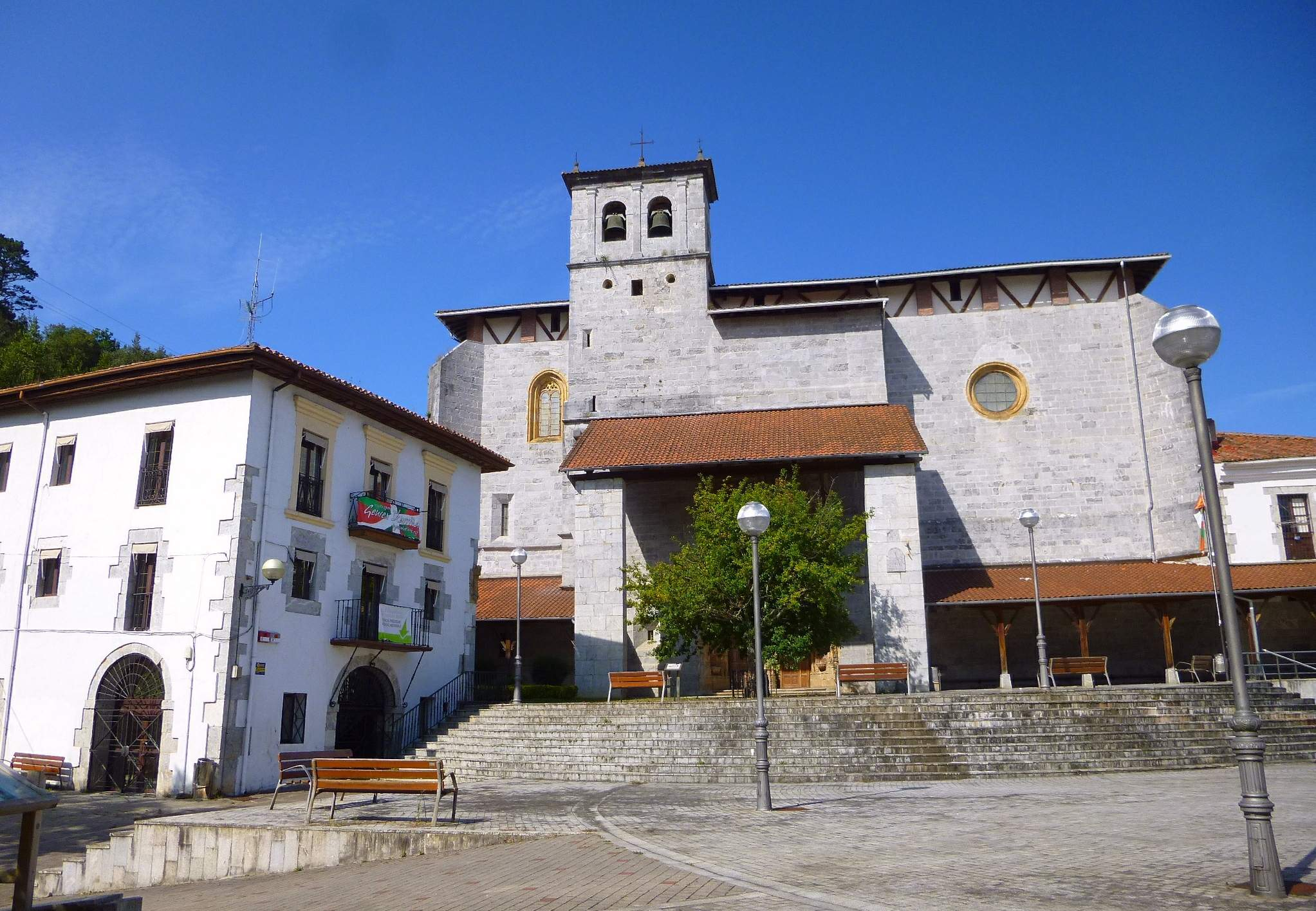
Marienkirche in Axpe
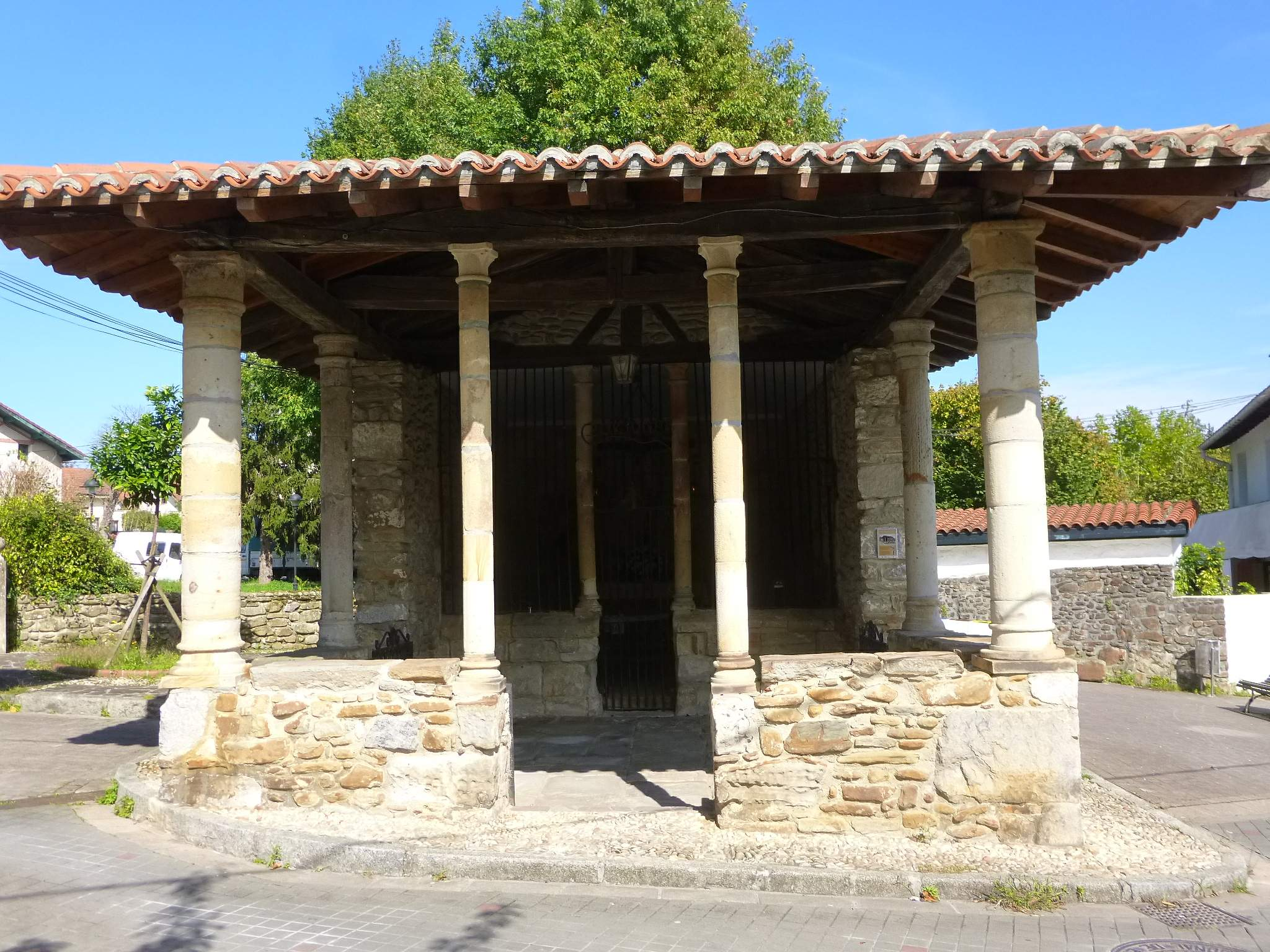
Christuskapelle
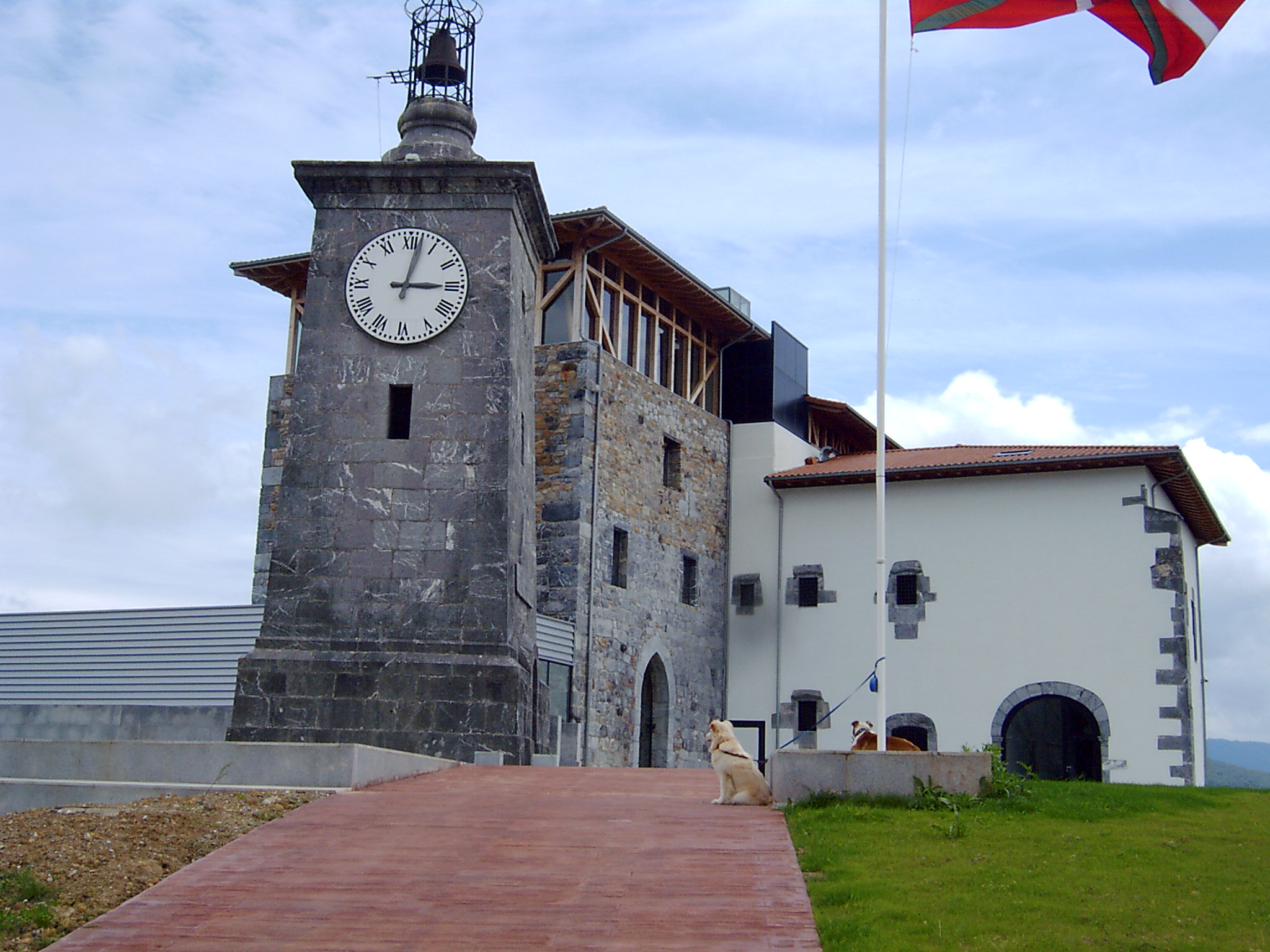
Bartholomäuskapelle

- Michaeliskirche in Altamira
- Christuskapelle in Axpe
- Bartholomäuskapelle in Amunategi
- Laurentiuskapelle in Maguma
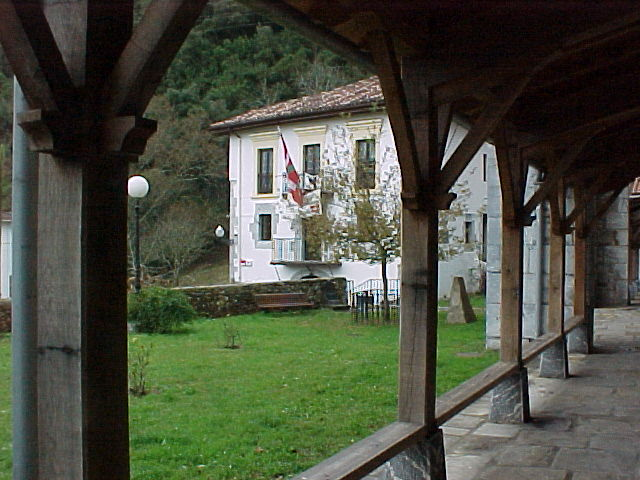
Rathaus

- Reste der römischen Nekropole von Tribisburu
- Marienkirche in Axpe
- Christuskapelle
- Bartholomäuskapelle
- Rathaus

## Persönlichkeiten
- Juan de Sagarvinaga (1710–1797), Architekt
- José Mari Uzelai (1903–1979)
- Maite Zubieta (* 2004), Fußballspielerin